# 鄒德涵
鄒德涵（1538年—1581年），字汝海，號聚所，江西吉安府安福縣人，民籍，明朝政治人物、陽明學者。

## 生平
嘉靖三十七年（1558年）戊午科江西鄉試第九十四名舉人，隆慶五年（1571年）辛未科會試第二十八名，二甲第七十五名進士。工部觀政，授刑部主事，萬曆四年（1576年）升官刑部山西司署員外郎，九月出為河南僉事，萬曆七年為御史劾歸。萬曆九年卒，享年四十四。

## 著作
師從耿定理，以悟為宗，變其祖及父所傳之陽明學。有《鄒聚所文集》。

## 家族
曾祖鄒賢，按察司僉事贈奉政大夫；祖父鄒守益，中順大夫南京國子監祭酒贈禮部右侍郎，諡文莊；父鄒善，右布政使。母陳氏（封恭人）。重慶下。兄鄒德源、鄒徳濬，弟鄒德溥、鄒德溫、鄒德治、鄒德泳、鄒德濟、鄒德洙、鄒德澡。娶賀世采之女，生二子：鄒衮、鄒袠。